# Kanton Brest-2
Der Kanton Brest-2 (bretonisch gleicher Name) ist seit 2015 ein französischer Wahlkreis im Arrondissement Brest, im Département Finistère und in der Region Bretagne; sein Hauptort ist Brest. 
Der Kanton zählt 2022 35.761 Einwohner.

## Geschichte
Der Kanton entstand mit der Neuordnung der Kantone in Frankreich im Jahr 2015. Er besteht aus Teilen der Stadt Brest im Süden der Stadt östlich des Flusses Penfeld bis hin zum Meer.

## Lage
Der Kanton liegt im Nordwesten des Départements Finistère. 

## Politik
Im 1. Wahlgang am 22. März 2015 erreichte keines der sechs Wahlpaare die absolute Mehrheit. Bei der Stichwahl am 29. März 2015 gewann das Gespann Marie Gueye/Réza Salami (beide PS) gegen Bernadette Malgorn/Bruno Sifantus (beide Union de la droite) mit einem Stimmenanteil von 51,75 % (Wahlbeteiligung:45,56 %).
| Vertreter im conseil général des Départements | Vertreter im conseil général des Départements | Vertreter im conseil général des Départements |
| Amtszeit                                      | Name                                          | Partei                                        |
| --------------------------------------------- | --------------------------------------------- | --------------------------------------------- |
| 2015–                                         | Marie Gueye Réza Salami                       | PS                                            |